# Simon Reitmaier
Simon Reitmaier (* in Telfs) ist ein österreichischer Klarinettist.

## Leben
Reitmaier schloss sein Studium im Konzertfach Klarinette an der Universität Mozarteum Salzburg bei Alois Brandhofer und an der Privatuniversität Johannesgasse Wien bei Matthias Schorn mit Auszeichnung ab. Er ist Preisträger von internationalen Wettbewerben. 2009 erhielt er das START-Stipendium des österreichischen Kulturministeriums. Seit 2008 lebt er in Wien.
Solistische Tätigkeit erfolgten mit den Duisburger Philharmonikern, Niederösterreichischen Tonkünstlern, den Salzburg Chamber Soloists, dem Kammerorchester Regensburg, dem Amadeus Consort Salzburg, dem Orchester 1756, dem Tiroler Kammerorchester Innstrumenti, den Budapester Virtuosen und concentus 21. Kammermusikalisch arbeitete er mit dem  Auner Quartett, dem Quartett 1791 und dem Quartett Goldegg, Joji Hattori, Christoph Traxler, Frank Hoffmann. Im Juni 2013 hatte Reitmaier sein Debüt in der Weill Recital Hall der Carnegie Hall mit dem Mahler Streichquartett. Konzerte in Japan, Taiwan, Russland, USA und Europa folgten.
Reitmaier wirkte bei CD-, Rundfunk- und TV-Produktionen mit. Besonderes Interesse hat Reitmaier an der Musik der Jahrhundertwende. 2016 gestaltete er zusammen mit dem Schauspieler Frank Hoffmann in der Klimt-Villa in Wien-Hietzing den Abend Wien um 1900 – Leben, Traum, Tod.
Weitere Auftritte hatte er u. a. bei der ORF-Sendung Barbara Rett trifft…, Malta/Gozo Victoria Arts Festival, Neubeurer Woche, Salzkammergut Festwochen Gmunden, Manoire de Lebioles und im österreichischen Kulturforum London.
Mehrere Kompositionen wurden Reitmaier gewidmet. Johanna Doderer komponierte für ihn das Trio Die Blüte für Klarinette, Violine und Klavier. Kalevi Aho komponierte das Solo XIV für Reitmaier. 2015 erfolgte im Rahmen der Konzertreihe Geras klingt die Uraufführung von Geras-Variationen für Klarinette und Akkordeon von Mayako Kubo, zusammen mit Alfred Melichar. Ernst Ludwig Leitner komponierte für ihn sein Klarinettenkonzert, das 2016 in der Concert hall arlberg 1800 mit den Salzburg Chamber Soloists unter der Leitung von Lavard Skou-Larsen uraufgeführt wurde. 2016 war die Uraufführung des Klarinettenkonzertes anElyson für Soloklarinette und Kammerorchester von Franz Baur zusammen mit dem Tiroler Kammerorchester Innstrumenti unter der Leitung von Gerhard Sammer.
Seit 2015 ist Reitmaier Dozent bei der jährlich stattfindenden Sommerakademie Lilienfeld.

## Diskografie
- Im Atem der Zeit – Musik für Klarinette Solo[8] (2014)
- Mozart – Reger – Leitner: Klarinettenquintette. Mit dem Auner Quartett (Gramola; 2017)
- Ernst-Ludwig Leitner Klarinettenkonzert. Mit den Salzburg Chamber Soloists[9]